# Вармінсько-Мазурський університет
53°45′37″ пн. ш. 20°27′40″ сх. д. / 53.76028° пн. ш. 20.46111° сх. д.

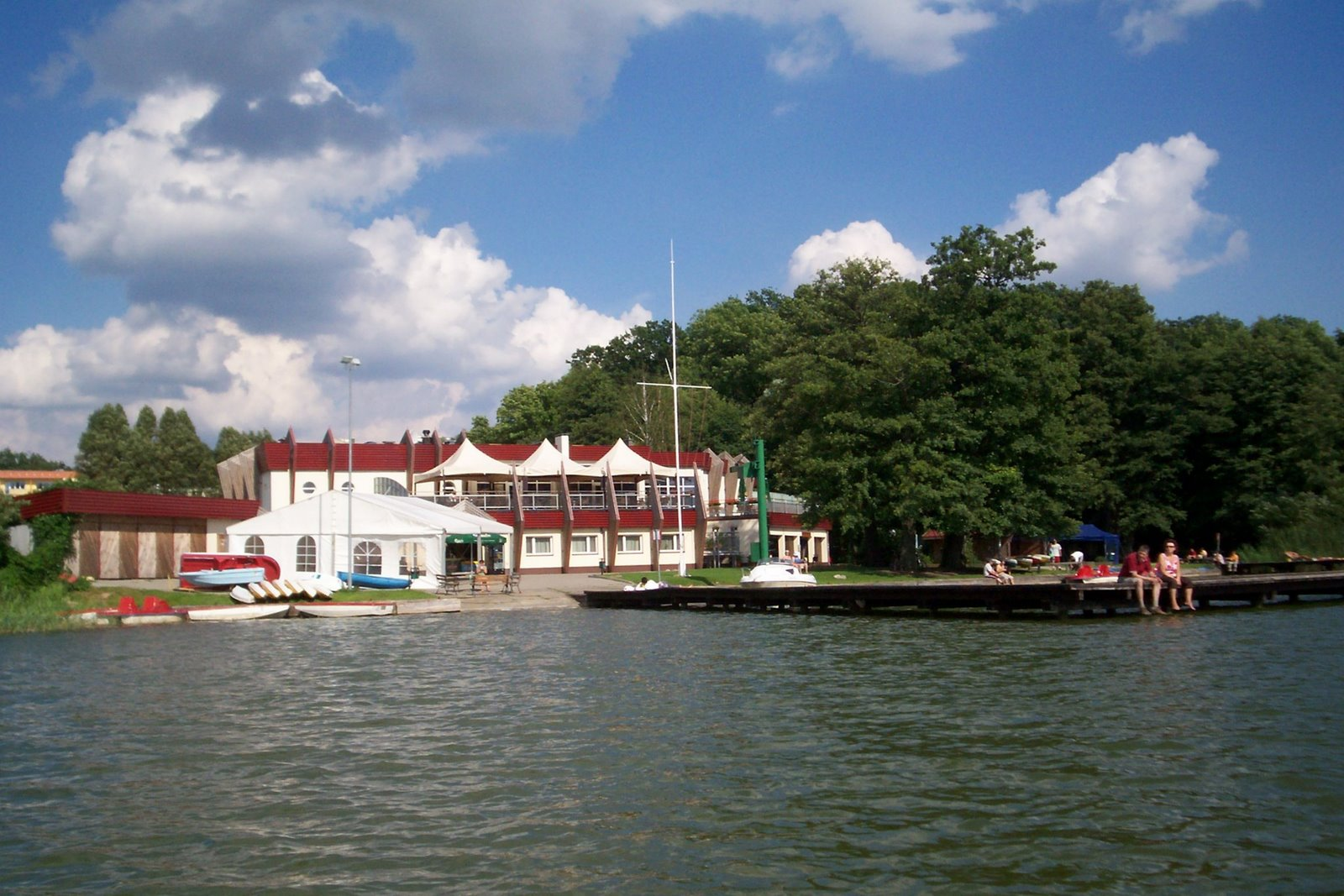
Кортовська пристань

Вармінсько-Мазурський університет (пол. Uniwersytet Warmińsko-Mazurski) — громадський університет в Ольштині. Головний кампус, академічне містечко, міститься в районі Кортово. Університет засновано 1 вересня 1999 шляхом поєдняння Рільничо-Технічної академії в Ольштині, Вищої педагогічної школи і Вармінського теологічного інституту на основі закону від 9 липня 1999 про створення Вармінсько-Мазурського університету в Ольштині. Навчається у ньому понад 40 тис. студентів.

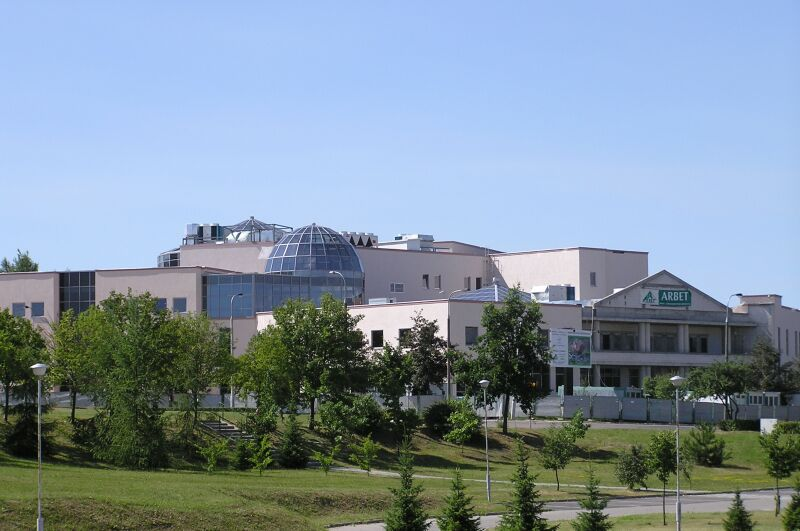
Університетська бібліотека

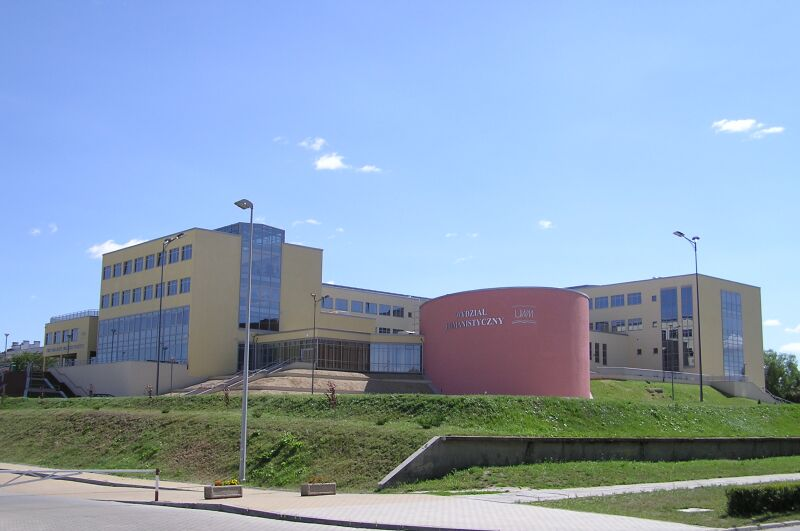
будинок гуманітарного факультету

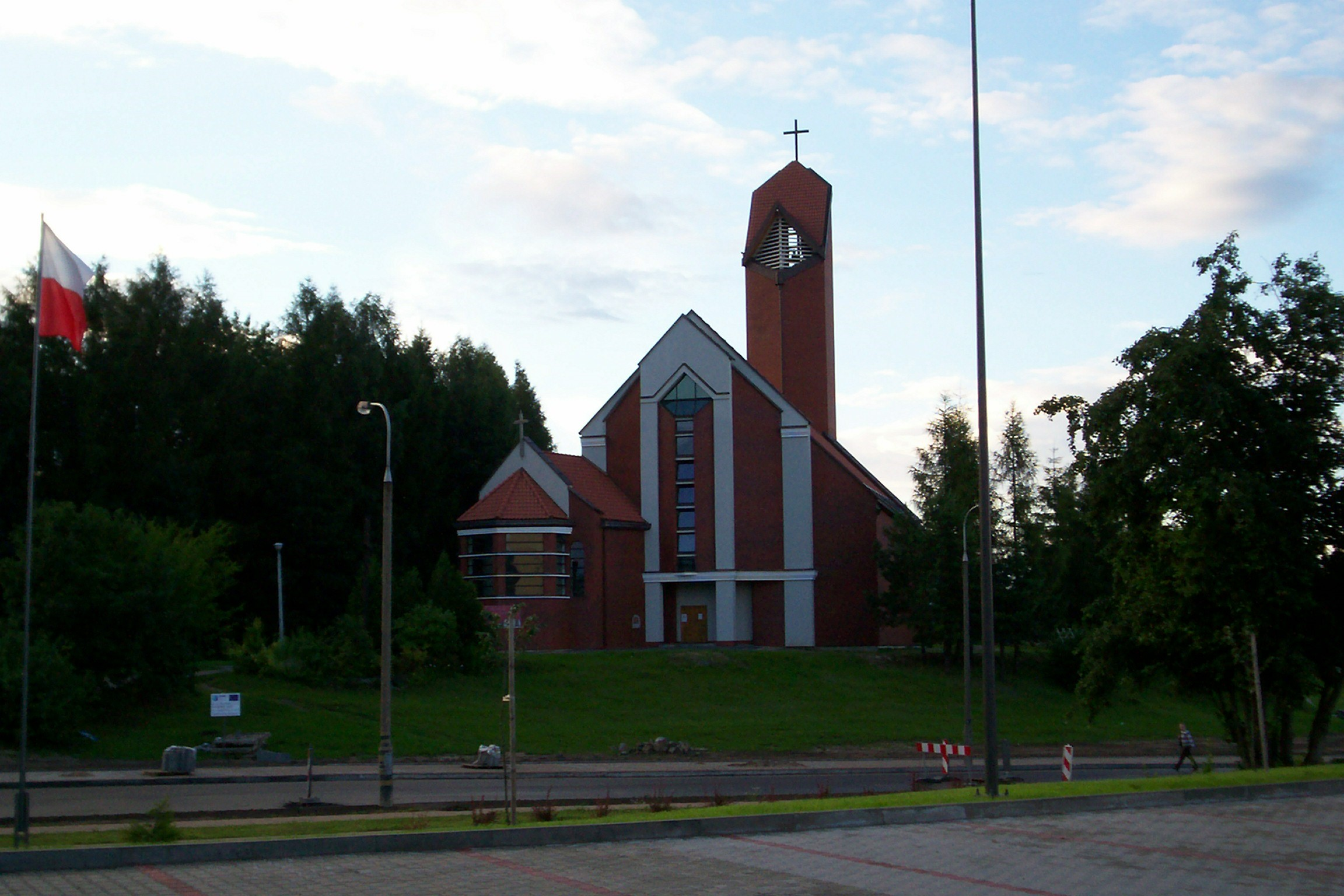
Академічний костел у Кортові під покровом св. Франциска Ассізького

Із шістнадцяти факультетів університету, одинадцять має повні академічні права, тобто може надавати наукові звання габілітованого доктора.
Вармінсько-Мазурський університет є членом European University Association, Centro Interuniversitario per la Ricerca e la Cooperazione con l'Europa Orientale e Sud-orientale та Socrates-Erasmus.

## Історія університету
Історія університету сягяє 1950 року, коли 31 травня створено перший вищий навчальний заклад у Ольштині — Вищу рільничу школу, яку 1972 року перейменовано Рільничо-Технічною академією. 19 червня 1969 р. у Ольштині створено Вищу вчительську школу, пізніше перейменовану Вищою педагогічною школою. 23 квітня 1980 року постав Вармінський теологічний інститут. 1 червня 1999 р. уряд Польщі прийняв проект закону створення в Ольштині університету.
1 вересня 1999 року — це офіційна дата покликання до життя Вармінсько-Мазурського університету в Ольштині.
У першому році існування було 12 факультетів і 32 напрями навчання. Першого року вчилося 24,5 тис. студентів. Першим ректором став проф. д-р габ. Ришард Ґурецький.
Тепер на 16 факультетах і 49 напрямах навчання вчиться понад 42 тис. студентів.
Події
- 1999 — перша інавгурація академічного року
- 2001 — створення факультету юриспруденції та адміністрації і факультету математики та інформатики; відкриття першого замісцевого пункту навчання у Елку — Центру балтійського навчання
- 2003 — перші Ольштинські дні науки
- 2004 — волейбольна команда AZS UWM стала срібним медалістом Польщі; нагорода Парламенту студентів Республіки Польщі для ВНЗ-з приязного студентам
- 2007 — створення Факультету медичних наук
- 2009 — новий факультет мистецтва; п'ятдесята річниця Кортовіади і десятиліття існування університету; створення Університетської лікарні

## Влада університету
Ректор і проректори у каденції 2008—2012:
- Ректор: проф. д-р габ. Юзеф Ґурневич
- Проректор стосовно розвитку: д-р габ. Щепан Фіґель, проф. УВМ
- Проректор стосовно студентських справ: проф. д-р габ. Ядвіґа Вишковська
- Проректор стосовно навчання: д-р ваб. Войцех Янчукович, проф. УВМ
- Проректор стосовно науки: д-р габ. Владислав Кордан, проф. УВМ
- Проректор стосовно кадрів: проф. д-р габ. Тадеуш Рава

## Співпраця з Україною
Університет та окремі факультети мають підписані договори про співробітництво з багатьма вишами України, між іншими з Львівським національним університетом імені Івана Франка, Чернівецьким національним університетом імені Юрія Федьковича, Державним університетом в Сумах, Гуманітарним кримським університетом, Національним університетом «Львівська політехніка».
Ведеться як наукове, так і навчальне співробітництво, обмін студентами та працівниками. У Вармінсько-Мазурському університеті навчається багато студентів із України.
На Гуманітарному факультеті існує україністика. Оскільки на Вармії та Мазурах проживає чимало українців, у культурних заходах завжди беруть участь місцеві українські колективи. Деякі із них створені саме студентами університету.